# ハプログループMS (Y染色体)

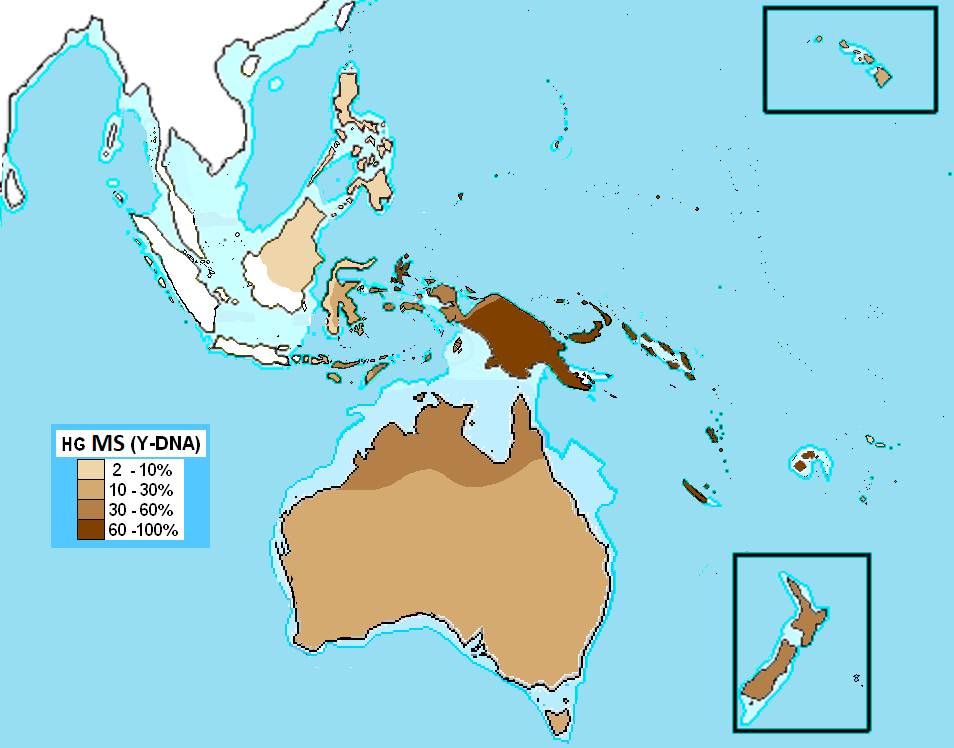
ハプログループMSの分布

ハプログループMS (Y染色体)（ハプログループMS (Yせんしょくたい)、英: Haplogroup MS (Y-DNA)）またはハプログループK2b1 (Y染色体)とは分子人類学において人類の父系を示すY染色体ハプログループ（型集団）の分類で、ハプログループK2bの子系統で、「P397,P399」の変異によって定義されるグループである。30000-40000年前に東南アジア、オセアニアにおいて誕生したと考えられる。かつてはハプログループMとハプログループSという別々の系統としてたてられていたが、両者が姉妹群であることがわかった。

## 下位系統と分布
- MS（=K2b1）
  - S (B254)　
    - S1 パプア・ニューギニア、ニューブリテン、メラネシア、オーストラリアでみられ、ポリネシアでは稀
    - S2 (P336) アロール島で26%、インドネシア東部の他地域で非常に低頻
    - S3 (P378) アエタで60％の高頻度

  - M (P256, Page93/S322) パプア・ニューギニア、ニューブリテン島、ポリネシア、メラネシアでみられ、オーストラリアでは非常に低頻度